# Énergie au Kazakhstan
Le secteur de l'énergie au Kazakhstan tient une place dominante dans l'économie du pays, grâce à des ressources abondantes : le Kazakhstan est classé en 2019 au 2e rang mondial pour ses réserves d'uranium (15 % du total mondial), au 10e pour celles de charbon, au 12e pour celles de pétrole et au 13e pour celles de gaz naturel.
La production d'énergie primaire au Kazakhstan était composée en 2018 à 99,4 % de combustibles fossiles (53,0 % de pétrole, 27,4 % de charbon et 19,0 % de gaz naturel) et 0,5 % d'hydroélectricité.
Le Kazakhstan était en 2018 le 10e producteur et le 9e exportateur mondial de charbon et également le 9e exportateur mondial de pétrole brut. Il est en 2019 le 1er producteur d'uranium avec 41,7 % de la production mondiale.
La consommation d'énergie primaire se répartissait en 2018 en 49,5 % de charbon, 24,9 % de pétrole, 24,6 % de gaz naturel et 1,2 % d'hydroélectricité. La consommation d'énergie primaire par habitant représentait 2,2 fois la moyenne mondiale.
L'électricité représentait seulement 16,5 % de la consommation finale d'énergie en 2018 ; la production d'électricité était en 2020 tirée à 89,0 % des combustibles fossiles : 67,3 % du charbon et 21,7 % du gaz naturel, et 11 % des énergies renouvelables (à 8,7 % de l'hydroélectricité, à 0,9 % de l'éolien et 1,3 % du solaire). Le Kazakhstan prépare la construction d'une ou deux centrales nucléaires pour mise en service vers 2025, et a commencé à développer l'éolien et le solaire. La consommation d'électricité par habitant atteignait 1,64 fois la moyenne mondiale en 2018.
La chaleur de réseau représentait 17 % de la consommation finale d'énergie en 2018 ; elle était produite à 98,4 % à partir de charbon. Le Kazakhstan est en 2020 le 6e producteur mondial de chaleur de réseau avec 2,4 % du total mondial.
Les émissions de CO2 par habitant étaient en 2018 de 11,71 tonnes, soit 2,65 fois la moyenne mondiale et 6,6 % au-dessus des émissions russes ; elles ont cependant baissé de 19 % depuis 1990.

## Vue d'ensemble
| Énergie au Kazakhstan | Énergie au Kazakhstan | Énergie au Kazakhstan         | Énergie au Kazakhstan | Énergie au Kazakhstan | Énergie au Kazakhstan    | Énergie au Kazakhstan |
| --------------------- | --------------------- | ----------------------------- | --------------------- | --------------------- | ------------------------ | --------------------- |
|                       | Population            | Consommation énergie primaire | Production            | Exportation nette     | Consommation électricité | Émissions de CO2      |
| Année                 | Million               | Mtep                          | Mtep                  | Mtep                  | TWh                      | Mt CO2éq              |
| 1990                  | 16,3                  | 73,45                         | 90,98                 | 16,62                 | 104,72                   | 237,3                 |
| 2000                  | 14,9                  | 35,68                         | 78,58                 | 42,85                 | 54,34                    | 112,0                 |
| 2008                  | 15,7                  | 69,86                         | 144,46                | 74,85                 | 80,61                    | 230,3                 |
| 2009                  | 16,1                  | 63,47                         | 148,05                | 84,64                 | 78,04                    | 202,7                 |
| 2010                  | 16,3                  | 69,12                         | 156,88                | 85,43                 | 83,80                    | 221,1                 |
| 2011                  | 16,6                  | 77,34                         | 160,27                | 84,51                 | 87,38                    | 234,8                 |
| 2012                  | 16,8                  | 73,87                         | 164,64                | 88,02                 | 94,14                    | 233,8                 |
| 2013                  | 17,0                  | 81,55                         | 169,08                | 85,45                 | 102,24                   | 249,2                 |
| 2014                  | 17,3                  | 76,93                         | 166,29                | 89,01                 | 103,90                   | 229,8                 |
| 2015                  | 17,5                  | 78,10                         | 164,09                | 86,51                 | 106,47                   | 225,1                 |
| 2016                  | 17,8                  | 81,64                         | 162,69                | 82,18                 | 105,37                   | 230,0                 |
| 2017                  | 18,0                  | 85,0                          | 180,0                 | 95,3                  | 92,4                     | 255,8                 |
| 2018                  | 18,3                  | 75,8                          | 177,6                 | 101,6                 | 97,6                     | 214,0                 |
| variation 1990-2018   | +12 %                 | +3 %                          | +95 %                 | +511 %                | -7 %                     | -10 %                 |

## Comparaisons internationales
Dans les classements de l'Agence internationale de l'énergie, le Kazakhstan apparait comme :
- 10e producteur mondial de charbon avec 105 Mt (millions de tonnes) en 2019, soit 1,3 % du total mondial ; le no 1, la Chine, a produit 3 693 Mt[s 2] ;
- 9e exportateur mondial de charbon avec 25 Mt en 2019, soit 1,8 % des exportations mondiales ; le no 1, l'Indonésie, a exporté 448 Mt[s 2].
- 9e exportateur mondial de pétrole brut avec 70 Mt en 2018, soit 3,4 % des exportations mondiales ; le no 1, l'Arabie saoudite, a exporté 368 Mt[s 3].

## Production d'énergie primaire
Le Kazakhstan est un producteur pétrolier majeur. La production croissante de gaz naturel a stimulé la récupération du pétrole par réinjection d'une part importante du gaz extrait dans les réservoirs pétroliers ; elle a aussi permis au pays de réduire sa dépendance aux importations de gaz, mais la consommation de gaz n'a guère progressé à cause du coût élevé des infrastructures de réseau nécessaires pour connecter la population très dispersée aux zones de production du nord-ouest. Le Kazakhstan est enclavé et éloigné des marchés pétroliers internationaux. Le manque d'accès à l'océan rend le pays dépendant des pipelines pour transporter ses hydrocarbures vers les marchés mondiaux. Le Kazakhstan est aussi un pays de transit pour l'exportation par gazoducs du gaz naturel du Turkménistan et de l'Ouzbékistan. Le Kazakhstan est un pays riverain de la Mer Caspienne, dont le statut légal reste irrésolu, surtout du fait de l'absence de consensus sur sa nature de mer ou de lac.
| Source                                                   | 1990  | %    | 2000  | %    | 2010   | %    | 2015   | 2018   | % 2018 | var. 2018/1990 |
| Charbon                                                  | 58,01 | 63,8 | 34,13 | 43,4 | 48,55  | 30,9 | 47,11  | 48,68  | 27,4 % | -16 %          |
| Pétrole                                                  | 26,45 | 29,1 | 36,10 | 45,9 | 82,99  | 52,9 | 82,73  | 94,17  | 53,0 % | +256 %         |
| Gaz naturel                                              | 6,76  | 6,3  | 7,62  | 9,7  | 24,60  | 15,7 | 33,36  | 33,69  | 19,0 % | +484 %         |
| Total fossiles                                           | 90,23 | 99,2 | 77,85 | 99,1 | 156,13 | 99,5 | 163,20 | 176,54 | 99,4 % | +96 %          |
| Hydraulique                                              | 0,63  | 0,7  | 0,65  | 0,8  | 0,69   | 0,4  | 0,80   | 0,89   | 0,5 %  | +41 %          |
| Biomasse-déchets                                         | 0,12  | 0,1  | 0,07  | 0,09 | 0,05   | 0,03 | 0,07   | 0,05   | 0,03 % | -55 %          |
| Éolien, solaire                                          |       |      |       |      |        |      | 0,02   | 0,07   | 0,04 % | ns             |
| Total EnR                                                | 0,75  | 0,8  | 0,72  | 0,9  | 0,74   | 0,5  | 0,89   | 1,02   | 0,6 %  | +36 %          |
| Total                                                    | 90,98 | 100  | 78,58 | 100  | 156,88 | 100  | 164,09 | 177,56 | 100 %  | +95 %          |
| Source des données : Agence internationale de l'énergie. |       |      |       |      |        |      |        |        |        |                |

### Charbon

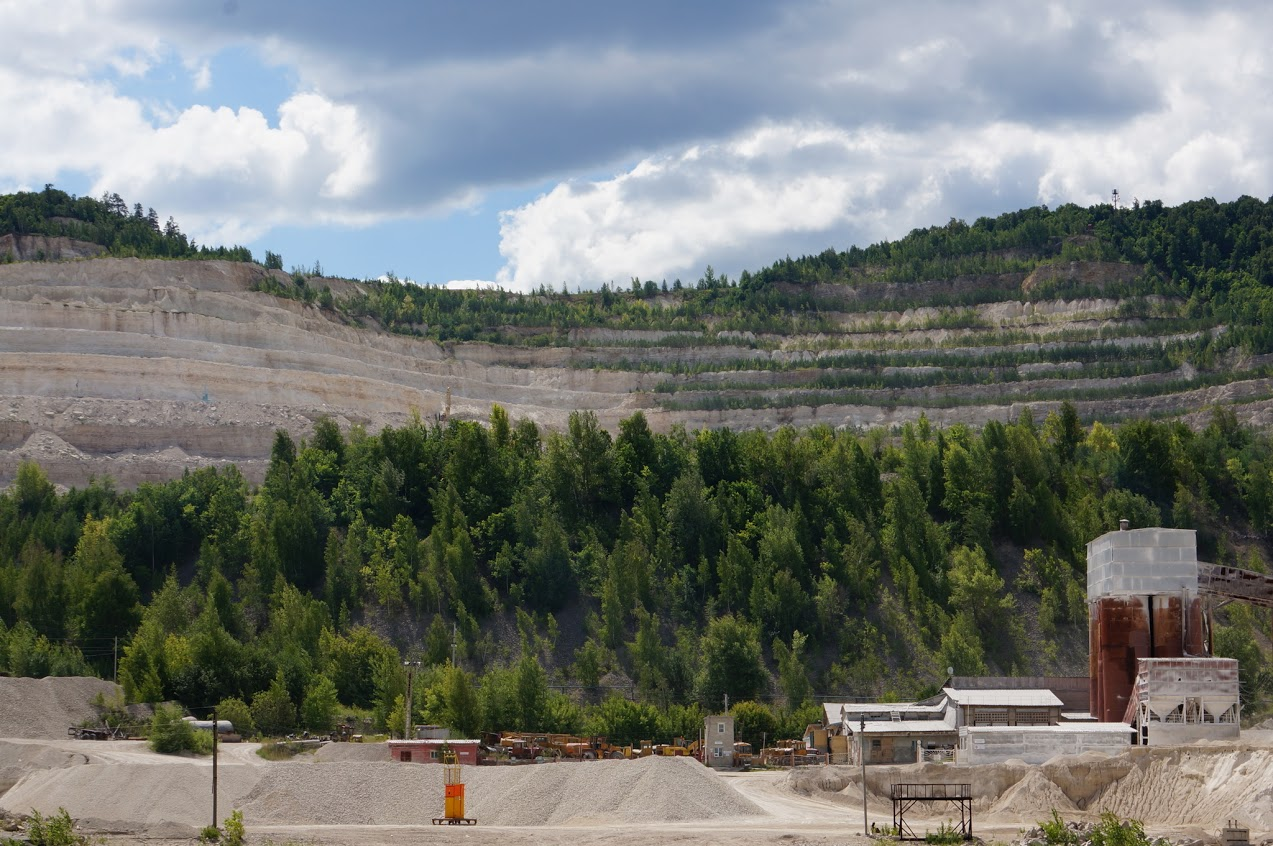
La mine de charbon à ciel ouvert de Bogatyr

Le Kazakhstan figure parmi les principaux pays producteurs, consommateurs et exportateurs de charbon, mais ne représente qu'une faible part des totaux mondiaux, dont les trois premiers producteurs accaparent 60 à 70 % ; le charbon représente 63 % de la consommation d'énergie du pays en 2012.

#### Réserves de charbon
Les réserves prouvées récupérables de charbon du Kazakhstan étaient estimées par BP à 25,6 milliards de tonnes fin 2019, soit 222 ans de production au rythme de 2019. Ces réserves classaient le Kazakhstan au 10e rang mondial avec 2,4 % du total mondial.

#### Production de charbon
En 2019, la production de charbon du Kazakhstan s'élevait à 2,08 EJ, au 10e rang mondial avec 1,2 % du total mondial selon BP ; elle a reculé de 2,4 % en 2019 mais a progressé de 14 % entre 2009 et 2019 ; elle a atteint un pic à 2,16 EJ en 2012.
Le Kazakhstan se classait en 2019, selon l'AIE, au 10e rang mondial des producteurs de charbon avec 105 Mt (millions de tonnes), soit 1,3 % de la production mondiale.

#### Consommation de charbon
La consommation de charbon au Kazakhstan s'est établie en 2019 à 1,67 EJ, en baisse de 1,9 %, au 13e rang mondial avec 1,1 % du total mondial ; elle a progressé de 28 % depuis 2009. Elle absorbe 80 % de la production de charbon du pays.
La majeure partie de la production de charbon du pays est composée de charbon vapeur, adapté pour la production d'électricité et d'autres applications de production de chaleur et de vapeur, en particulier pour les industries minières et métallurgiques, très importantes dans le pays. Des quantités plus modestes de charbon à coke sont produites pour la métallurgie locale.

#### Exportations de charbon
Le Kazakhstan se classait en 2019 au 9e rang des exportateurs de charbon avec 25 Mt, soit 1,8 % des exportations mondiales.
Le Kazakhstan exporte environ le quart de sa production de charbon, surtout vers la Russie.

### Pétrole

#### Réserves de pétrole
Les réserves prouvées de pétrole du Kazakhstan étaient estimées par BP à 3,9 milliards de tonnes fin 2019 (30,0 milliards de barils), soit 42,6 années de production au rythme de 2019. Ces réserves classaient le Kazakhstan au 12e rang mondial avec 1,7 % du total mondial.
Selon le Oil & Gas Journal (OGJ), les réserves prouvées de pétrole brut du Kazakhstan, soit 30 milliards de barils en janvier 2014, étaient au second rang en Eurasie après celles de la Russie. La production pétrolière du Kazakhstanest dominée par deux champs offshore géants au nord-ouest du pays : Tengiz et Karachaganak, qui produisent près de la moitié des hydrocarbures liquides du Kazakhstan. Le champ offshore de Kashagan, dans la partie kazakhe de la Mer Caspienne, va aussi jouer un rôle majeur.
La société Man Oil Group est l'une des sociétés qui prospecte le sol kazakh.

#### Production de pétrole
En 2019, le Kazakhstan a produit 91,4 Mt (millions de tonnes) de pétrole, soit 1,93 Mb/j (millions de barils par jour), en hausse de 0,2 % en 2019 et de 19 % depuis 2009. Il se classe au 13e rang mondial avec 2,0 % de la production mondiale.
Bien que le Kazakhstan ait commencé à produire en 1911, sa production ne devint significative que dans les années 1960 et 1970, lorsque la production culmina à 500 000 bbl/d (barils par jour), niveau record avant l'indépendance. Depuis le milieu des années 1990, avec l'aide de grandes compagnies pétrolières internationales, la production du Kazakhstan a progressé rapidement, passant le seuil du million de barils par jour en 2003. Au cours des années 1970, plusieurs découvertes de grande ampleur furent réalisées dans des réservoirs antésalifères, en particulier Karachaganak et Tengiz. Mais le développement de ces champs ne fut pas possible à l'époque à cause des défis techniques du développement de réservoirs profonds et à haute pression. Depuis que des compagnies pétrolières internationales ont commencé à participer au secteur pétrolier du Kazakhstan et que les dépôts antésalifères sont devenus techniquement et commercialement viables, ces champs sont devenus les piliers de la production pétrolière du pays. L'avenir de la production de pétrole du Kazakhstan dépend du développement et de l'extension de ses trois grands projets: Karachaganak, Kashagan et Tengiz. Les deux plus grands, Tengiz et Karachaganak, représentaient 48 % de la production du pays sur les 9 premiers mois de 2014. Le troisième, Kashagan, devrait démarrer sa production en 2016 ou 2017, et la production des trois projets devrait compter pour plus de la moitié de la production du Kazakhstan. Par ailleurs, les consortiums de Tengiz et Karachaganak envisagent des extensions qui pourraient accroître leur production au cours des prochaines années.
Le gisement de Kashagan, découvert dans les années 1990 à grande profondeur sous les eaux territoriales kazakhes de la mer Caspienne, est le plus grand connu hors du Moyen Orient et le cinquième plus grand au monde en termes de réserves ; il est situé au large du rivage nord de la mer Caspienne près de la ville d'Atyraou. Les réserves récupérables de Kashagan sont estimées à 7 à 13 milliards de barils de brut. Sa production a commencé le 11 septembre 2013, huit ans après la date initialement prévue. En octobre 2013, la production a dû être stoppée à cause de fuites sur le gazoduc qui transporte le gaz naturel depuis le champ jusqu'au rivage. La reprise de la production n'est pas attendue avant le second semestre 2016 au plus tôt. La plupart des retards à répétition subis par Kashagan ont résulté du contexte défavorable d'exploitation du champ et de sa complexité, et ont induit des dépassements significatifs des coûts prévus. Le réservoir de Kashagan est situé à plus de 13 000 pieds (4 000 mètres) sous le fond de la mer et se trouve sous très haute pression :770 psi, soit 53 bars. Le réservoir contient de hauts niveaux de sulfure d'hydrogène (H2S), qui est hautement toxique et hautement corrosif et a été soupçonné d'avoir causé les fuites. De plus, les technologies conventionnelles de forage et de production telles que les plateformes fixes ou flottantes ne peuvent pas être utilisées à cause de la faible profondeur d'eau et du climat froid. Il a fallu installer des équipements offshore sur des îles artificielles qui hébergent les équipements de forage et de traitement. Les installations de traitement séparent les liquides récupérés du gaz, puis réinjectent une partie du gaz, expédient les liquides et le reste du gaz au rivage pour la suite du traitement. Avant que la production puisse redémarrer, ces pipelines connectant le champ avec les installations de traitement à terre devront être remplacés en utilisant des matériaux à haute performance plus résistants à la corrosion.
Le gisement pétrolier de Kurmangazy, situé en mer Caspienne à cheval entre les eaux de la Russie et du Kazakhstan, a été identifié par des relevés sismiques dans les années 1980 ; ses réserves étaient estimées à 7 Gbbl (milliards de barils). Mais les premiers forages en 2006 n'ont trouvé aucune trace de pétrole.
| Gisement          | mise en production | production de pétrole milliers de barils/jour | production de gaz naturel milliards de pieds cubes/an |
| Tengiz (+Korolev) | 1991               | 581                                           | 252                                                   |
| Karachaganak      | 1984               | 222                                           | 289                                                   |
| Kashagan          | 2016/2017          | 370                                           | >100                                                  |

Le gisement de Tengiz pourrait atteindre 800 milliers de barils/jour avec l'extension prévue, et celui de Kashagan a un potentiel de 1 500 milliers de barils/jour.

#### Organisation du secteur
Le ministère de l'Énergie supervise l'industrie pétrolière et gazière du Kazakhstan. Il a été créé en août 2014 par le président du Kazakhstan, Nursultan Nazarbayev, lors d'un large remaniement qui a réduit le nombre de ministères a été réduit de 17 à 12 ; le ministère de l'Énergie a été formé en regroupant les fonctions du ministère du Pétrole et du Gaz avec des parties de celles du ministère de l'Industrie et des Nouvelles Technologies et du ministère de l'Environnement et des Ressources en Eau.
La compagnie nationale du pétrole et du gaz naturel, KazMunayGas (KMG), représente les intérêts de l'État dans l'industrie pétrolière et gazière du Kazakhstan. KMG a été créée en 2002 et détient des participations au capital de Karachaganak (10 %), Kashagan (16,8 %) et Tengiz (20 %), ainsi que des parts allant de 33 % à 100 % dans de nombreux autres projets de production.
La loi kazakhe sur les usages du sous-sol (Subsoil Use Law) gouverne les investissements dans l'industrie pétrolière et gazière ; amendée plusieurs fois, surtout en 2005, 2007 et 2010, elle réglemente les exigences de contenu local pour les contrats pétroliers et gaziers, conjointement avec la Loi sur le contenu local de décembre 2009. Les contrats qui ne respectent pas ces exigences sur la part locale de matériaux et main-d’œuvre peuvent être rompus unilatéralement par le gouvernement, bien que ces dispositions ne semblent pas avoir été appliquées. La loi sur les usages du sous-sol établit aussi le droit du gouvernement à préempter toute vente d'actifs pétroliers et gaziers. En 2013, le Kazakhstan préempta la vente par ConocoPhillips de sa part de 8,4 % dans le projet Kashagan à la compagnie indienne ONGC, et la part préemptée fut acquise par KMG avant d'être revendue à la compagnie chinoise CNPC.
Le gouvernement a annoncé la réintroduction des taxes à l'exportation du pétrole en août 2010, puis les a augmentées en janvier 2011. Elles avaient été introduites initialement en 2008 puis suspendues en janvier 2009. Elles affectent tous les exportateurs en fonction au Kazakhstan, à l'exception de ceux dont les contrats incluent une clause de stabilisation fiscale.
La compagnie canadienne PetroKazakhstan possédait environ 550 millions de barils de réserves dans la région du bassin de Turgai, la deuxième plus grande réserve trouvée au Kazakhstan après celle de Tengiz exploitée par ChevronTexaco. La compagnie extrayait trois millions de tonnes de brut par an, près de 5 % de la production du Kazakhstan ; en août 2005, la China National Petroleum Corporation a racheté PetroKazakhstan à la suite d'un conflit avec le gouvernement.

#### Consommation de pétrole
En 2019, le Kazakhstan a consommé 0,69 EJ (exajoules) de pétrole, soit 0,353 Mb/j (millions de barils par jour), en progression de 3,2 % en 2019 et de 68 % depuis 2009. Il ne représente que 0,4 % de la consommation mondiale. Sa consommation n'absorbe que 18 % de sa production.
Le Kazakhstan dispose d'une capacité de distillation de pétrole brut de 345 093 barils/jour, au 1er janvier 2014, selon l'Oil and Gas International, répartie entre trois raffineries : Pavlodar (163 000 barils/jour), Atyrau (104 000 barils/jour) et Shymkent (78 000 barils/jour). La raffinerie de Pavlodar est située dans la zone nord-centre du Kazakhstan et est alimentée principalement par un oléoduc depuis la Sibérie occidentale, bien placée géographiquement pour l'alimenter. Celle d'Atyrau utilise uniquement du brut local du nord-ouest Kazakhstan, et celle de Shymkent utilise actuellement du brut des champs pétroliers de Kumkol et de la zone voisine du Kazakhstan central. En 2013, ces 3 raffineries ont couvert environ 70 % de la demande d'essence et de gazole du Kazakhstan, le reste de la demande étant importé de Russie. Des projets de mise à niveau étaient en cours en 2014 dans les 3 raffineries, afin de produire moins de produits lourds et plus de carburants de haute qualité pour les transports. En octobre 2014, le gouvernement du Kazakhstan a soutenu un projet d'extension de la raffinerie de Shymkent au lieu de la construction d'une quatrième raffinerie. Après ces travaux, le Kazakhstan espère couvrir toute la demande du pays en essence et de gazole en 2017.

#### Exportations de pétrole
Le Kazakhstan exporte un pétrole léger à basse teneur en soufre. En 2013, ses exportations ont été d'environ 1,4 million de barils/jour de pétrole brut et de condensats. Plus des trois quarts de ces exportations traversent ou contournent la Mer Caspienne en direction des marchés européens ; 16 % sont envoyés vers l'est par l'oléoduc Kazakhstan-Chine. En 2013, les exportations étaient destinées à 76 % à l'Europe, 17 % à l'Asie-Océanie, 4 % aux Amériques et 2 % au reste du monde. Ces exportations vont probablement croître au cours des prochaines années, car la production démarre à Kashagan et s'étend à Tengiz et Karachaganak. Mais la croissance rapide de la production et des exportations exigera une extension de la capacité d'exportation.
Le système d'oléoducs du Kazakhstan est géré par l'entreprise d'état KazTransOil, filiale de KazMunaiGas, qui exploite environ 3 400 miles (5 500 km) de pipelines. Du fait de la situation enclavée du Kazakhstan et de la poursuite de l'utilisation d'infrastructures de l'époque soviétique, la majorité de l'infrastructure d'exportation pétrolière et gazière du Kazakhstan est intégrée avec les grandes voies d'exportation de la Caspienne qui interconnectent la région. Depuis son indépendance, le Kazakhstan a réussi à étendre et diversifier ses capacités d'exportation. Les principaux oléoducs d'exportation de brut comprennent celui du Caspian Pipeline Consortium vers le port de Novorossiysk sur la mer Noire, l'oléoduc Kazakhstan-Chine et l'oléoduc Uzen-Atyrau-Samara vers la Russie.

Oléoducs partant de Bakou.

Le Kazakhstan exporte également du brut via la Mer Caspienne et par rail. Le pétrole est chargé dans des tankers ou des barges au port d'Aktaou ou dans le petit port d'Atyraou, puis traverse la Mer Caspienne pour être injecté dans l'oléoduc Bakou-Tbilissi-Ceyhan ou l'oléoduc Bakou-Novorossiisk pour aller ensuite surtout vers l'Europe. Par ailleurs, le Kazakhstan dispose d'un réseau ferroviaire étendu qui est de plus en plus utilisé pour transporter des carburants liquides pour la consommation nationale et pour l'exportation. Tengizchevroil est le principal utilisateur pétrolier du réseau ferré, avec environ 70 000 barils/jour en 2013. L'extension et la diversification des capacités de transport, en particulier à l'export, est un facteur clé de la capacité d'accroissement de la production.
Une route potentielle d'exportation pour le pétrole brut de la Caspienne consiste à organiser des échanges avec l'Iran. Depuis longtemps, le Kazakhstan, comme les autres pays d'Asie Centrale, livrait son brut au port iranien de Neka sur la Caspienne. Ce brut était ensuite transporté vers les raffineries de Téhéran et Tabriz, et les produits raffinés étaient distribués et consommés dans le nord de l'Iran. En échange, l'Iran exportait des volumes équivalents de bruts par ses ports du Golfe Persique pour le compte du Kazakhstan. Les volumes de ces échanges ont varié d'année en année, et ont été proches de zéro au cours des dernières années du fait des sanctions internationales contre l'Iran qui rendaient difficile la commercialisation du brut exporté dans le Golfe Persique par les Iraniens. Une autre difficulté était la volonté de l'Iran d'augmenter les redevances facturées au Kazakhstan pour chaque baril de brut échangé. Depuis fin 2013, l'Iran et le Kazakhstan discutent sur la reprise de leurs arrangements d'échanges et ont périodiquement annoncé leur intention de les reprendre, mais aucun échange n'a été réalisé jusqu'à fin 2014.
Le 20 juin 2022, la Russie coupe le transit des exportations de pétrole kazakh via le terminal CPC de son port de Novorossisk, sur la mer Noire, d'une capacité de 1,4 million de barils par jour (3 % du commerce international d'or noir), qui achemine la majorité du pétrole exporté par le Kazakhstan, monté en quelques années au dixième rang des exportateurs mondiaux. La fermeture de cet oléoduc intervient surtout deux jours après une déclaration du président kazakh Kassym-Jomart Tokaïev au forum économique de Saint-Pétersbourg, disant qu'il ne considérait pas comme des États les deux territoires séparatistes de l'Ukraine orientale reconnus par le Kremlin, les républiques de Lougansk et Donetsk.

### Gaz naturel
Les principaux champs pétroliers du Kazakhstan contiennent des volumes substantiels de gaz naturel associé, dont la majeure partie est réinjectée dans les puits de pétrole afin d'améliorer les taux de récupération de pétrole.

#### Réserves de gaz naturel
Les réserves prouvées de gaz naturel du Kazakhstan étaient estimées par BP à 2 700 milliards de m3 fin 2019 (93,7 trillions US de pieds cubes), soit 113 années de production au rythme de 2019. Ces réserves représentaient 1,3 % du total mondial.
Le Oil and Gas Journal (OGJ) estimait au début 2014 les réserves prouvées de gaz naturel du Kazakhstan à 85 trillions de pieds cubes (Tcf), situées en majorité dans les champs de pétrole brut ou riches en condensats ; les deux principaux gisements de pétrole, Karachaganak et Tengiz, sont aussi les deux principaux gisements de gaz naturel.

#### Production de gaz naturel
En 2019, le Kazakhstan a produit 23,4 milliards de m3 de gaz naturel, soit 0,84 EJ (exajoules), en recul de 2,2 % en 2019, mais en progression de 24 % depuis 2009. Ceci représente seulement 0,6 % de la production mondiale.
La production annuelle brute au Kazakhstan a presque triplé entre 2006 (0,6 Tcf) et 2012 (1,6 Tcf). La majeure partie de cet accroissement a été employée pour la réinjection, alors que la production de gaz naturel sec est restée à peu près constante ; en 2012, la production réinjectée représentait plus du double de la production sèche.
En 2013, les gisements de Karachaganak et de Tengiz regroupaient à eux deux plus de 90 % de la production brute commercialisée de gaz naturel du Kazakhstan. Le projet Tengiz comprend une usine de traitement du gaz, qui selon Chevron a produit 251 milliards de pieds cubes (Bcf) de gaz naturel sec commercialisé en 2013, vendu à des consommateurs locaux. Le projet de Karachaganak n'a qu'une capacité de traitement de gaz insuffisante. La majeure partie de sa production brute commercialisée est exportée vers la Russie pour être traitée dans l'usine de traitement de gaz d'Orenberg. En 2013, environ 30 % de ce gaz traité a été vendu en Russie, le reste a été retourné au Kazakhstan pour contribuer à la couverture de la demande locale. La prochaine phase de développement à Karachaganak incluait à l'origine des projets d'usines pour traiter sur place son gaz et stimuler les fournitures de gaz naturel sec aux consommateurs du Kazakhstan, mais les développeurs du projet ont ensuite changé leurs plans, et le gaz produit par la prochaine extension de Karachaganak sera pour l'essentiel réinjecté pour assister la récupération des hydrocarbures liquides.
La première phase du projet de Kashagan, lorsqu'elle entrera en production, ne devrait accroître que de façon marginale les fournitures de gaz aux consommateurs du Kazakhstan. Comme pour Karachaganak et Tengiz, la majeure partie du gaz produit à Kashagan sera soit réinjecté dans les puits, soit utilisé sur le site du projet pour produire de l'électricité.

#### Consommation de gaz naturel
En 2019, le Kazakhstan a consommé 17,9 milliards de m3 de gaz naturel, soit 0,64 EJ (exajoules), en recul de 5,8 % en 2019, mais en progression de 77 % depuis 2009. Il ne représente que 0,5 % de la consommation mondiale. Sa consommation absorbe 76 % de sa production.
Le réseau de transport et distribution de gaz du Kazakhstan est sous-développé. La production de gaz naturel nationale est concentrée au nord-ouest et n'est pas connectée aux centres urbains du sud, du nord, du centre et de l'est. Le gouvernement s'est fixé l'objectif de développer un réseau de gaz naturel capable de connecter les zones de production et de consommation du pays. Le Kazakhstan est déjà sur le point de réaliser la première partie de ce défi, en connectant l'infrastructure existante de gazoducs de l'ouest à l'infrastructure existante dans le sud densément peuplé. Le gazoduc Beineu-Bozoi-Shymkent est en construction devrait être achevé fin 2015, avec une capacité d'environ 350 Bcf/y (milliards de pieds cubes par an) ; il permettra au Kazakhstan d'alimenter des localités qui n'avaient pas encore accès au gaz, et se connectera également au gazoduc existant qui dessert le sud du Kazakhstan, remplaçant le gaz importé sur ces marchés ; enfin, il se connectera au gazoduc vers la Chine, permettant à la production du nord-ouest du Kazakhstan de s'exporter vers la Chine. Les projets de connexion d'autres parties du pays à l'infrastructure existante à l'ouest et au sud sont plus incertains, du fait des grandes distances et de la densité de population assez faible dans le nord, le centre et l'est.

#### Importations et exportations de gaz naturel
En 2019, les exportations de gaz naturel du Kazakhstan ont atteint 27,5 Mds m3 par gazoduc vers la Russie (20,6 Mds m3) et la Chine (6,5 Mds m3), soit au total 2,1 % des exportations mondiales. Ses importations ont été de 6,9 Mds m3 par gazoduc depuis la Russie (5,1 Mds m3) et l'Ouzbékistan (1,8 Mds m3).
Les importations ont été supérieures aux exportations de 2003 à 2008, puis ont chuté en 2009 tandis que les exportations poursuivaient leur croissance régulière de moins de 250 Bcf en 2003 à plus de 400 Bcf en 2012.
Le Kazakhstan dispose de deux gazoducs majeurs : le gazoduc CAC (Central Asia Centre pipeline), qui traverse la partie occidentale du Kazakhstan depuis le Turkménistan en direction de la Russie, et le gazoduc Turkménistan-Chine, qui traverse la partie sud du pays, venant du Turkménistan, en direction de la Chine ; ces deux gazoducs appartiennent au réseau régional d'exportation de la Caspienne et transportent principalement les exportations de gaz du Turkménistan et secondairement des quantités moindres mais significatives de gaz d'Ouzbékistan et du Kazakhstan ; le gazoduc CAC dessert également la demande locale de gaz dans la région occidentale du Kazakhstan, en particulier le nord-ouest où est localisée la majorité de la production du pays. Un troisième grand gazoduc, Bukhara-Tachkent-Bishkek-Almaty, dessert la demande locale dans le sud du pays avec du gaz importé du Turkménistan et d'Ouzbékistan ; deux des trois installations de stockage de gaz du pays sont situées sur ce gazoduc.

### Uranium

#### Réserves d'uranium
Le Kazakhstan détenait 906 800 tonnes d'uranium récupérable en 2019, soit 15 % des ressources mondiales en uranium, au 2e rang derrière l'Australie (28 % du total mondial avec 1 692 700 tonnes).
L'exploration de l'uranium a débuté en 1948 et des minéralisations économiquement exploitables ont été trouvées dans plusieurs régions du pays, dont nombre de mines exploitant des dépôts rocheux. Quelque 50 gisements d'uranium sont identifiés, dans six provinces minières d'uranium. En 1970, des tests d'extraction par lixiviation in situ (LIS) ont été entrepris avec succès, ce qui a mené à focaliser l'exploration sur deux bassins sédimentaires à potentiel LIS. Jusqu'en 2000, deux fois plus d'uranium avait été extrait dans des gisements de roche dure que dans les gisements de sédiments à LIS, mais en 2014 presque toute la production repose sur la LIS.

#### Production d'uranium
Le Kazakhstan a produit 22 808 tonnes d'uranium en 2019, soit 41,7 % de la production mondiale ; la production kazakhe a reculé de 7,2 % par rapport à la production record de 2016.
Le Kazakhstan est une importante source d'uranium depuis plus de 50 ans ; sa production est passée de 2 022 tonnes en 2001 à 22 451 tonnes en 2013, puis 23 127 tonnes en 2014, 23 800 tonnes en 2015 et 24 560 tonnes en 2016 ; des extensions sont en cours pour 2018. En 2009 il est devenu le premier producteur mondial d'uranium, avec près de 28 % de la production mondiale, puis 33 % en 2010, 36 % en 2011, 36,5 % en 2012, 38 % en 2013, 41 % en 2014 et 39 % en 2015 et 2016. Kazatomprom est la compagnie nationale atomique créée en 1997, propriété de l'État ; elle contrôle l'exploration et l'extraction de l'uranium ainsi que les autres activités liées au nucléaire, dont les importations et exportations de matériaux nucléaires. Elle a annoncé en 2008 son objectif de fournir 30 % de l'uranium mondial en 2015, ainsi qu'à travers des joint-ventures, 12 % du marché de la conversion d'uranium, 6 % de l'enrichissement et 30 % du marché de la fabrication de combustible. Kazatomprom a tissé des liens stratégiques majeurs avec la Russie, le Japon et la Chine, et a acquis une participation significative dans la compagnie nucléaire internationale Westinghouse. Des compagnies canadiennes et françaises sont impliquées dans les mines d'uranium et d'autres composants du cycle du combustible.
En août 2024, la compagnie d'État Kazatomprom, premier producteur au monde d'uranium, annonce qu'elle n'atteindra pas ses objectifs de production pour 2025, du fait de difficultés d'approvisionnement en acide sulfurique et de retards dans la construction de la nouvelle mine de Budenovskoye. Elle produira entre 25 000 et 26 500 tonnes d'uranium contre 30 500 à 31 500 tonnes initialement prévues. Le Kazakhstan représente 40 % de l'offre mondiale et Kazatomprom 20 %. Le Kazakhstan était en 2022 le premier producteur mondial d'uranium avec 21 227 tonnes, soit 43 % de la production mondiale, devant le Canada (14,9 %).
En septembre 2024, Kazatomprom met en garde les Occidentaux sur la difficulté qu'il rencontre pour leur livrer de l'uranium en raison des sanctions contre la Russie liées à la guerre en Ukraine. Le Kazakhstan produit plus de 40 % de l'uranium dans le monde et souhaite conserver une base de clients diversifiée, incluant l'Europe et les États-Unis. Or à cause des sanctions, la route d'exportation la plus simple et la moins chère, celle qui passe par le port de Saint-Pétersbourg, n'est plus praticable. La Russie détient une participation dans 5 des 14 gisements exploités par Kazatomprom et Rosatom reçoit 20 % de sa production.

#### Mines d'uranium
Sur les 18 mines, cinq sont entièrement contrôlées par la compagnie nationale Kazatomprom et 12 sont des coentreprises avec des actionnaires étrangers ; en 2013, la part propre de Kazatomprom dans la production était de 9 402 tonnes, soit 16 % de la production mondiale, ce qui la place en tête devant la canadienne Cameco, la française Areva et la russe ARMZ-Uranium One.
| Province/groupe          | Mine                 | Production 2010 | Production 2015 | Joint venture                                                                              |
| Tchou-Saryssou (est)     | Tortkuduk            | 2439            | 4109            | KATCO JV (Areva 51 %)                                                                      |
| Tchou-Saryssou (est)     | Moinkum              | 889             | 4109            | KATCO JV (Areva 51 %)                                                                      |
| Tchou-Saryssou (est)     | Moinkum Sud          | 442,5           | 1192            | Taukent (Kazatomprom)                                                                      |
| Tchou-Saryssou (est)     | Kanzhugan            | 562             | 1192            | Taukent (Kazatomprom)                                                                      |
| Tchou-Saryssou (nord) \| | Uvanas               | 300             | 1154            | Stepnoye-RU (Kazatomprom)                                                                  |
| Tchou-Saryssou (nord) \| | Mynkuduk est         | 1029            | 1154            | Stepnoye-RU (Kazatomprom)                                                                  |
| Tchou-Saryssou (nord) \| | Mynkuduk central     | 1242            | 1847            | Ken Dala.kz (Kazatomprom)                                                                  |
| Tchou-Saryssou (nord) \| | Mynkuduk ouest       | 442             | 1000            | Appak JV (Sumitomo 25%, Kansai 10%)                                                        |
| Tchou-Saryssou (nord) \| | Inkai-1, 2, 3        | 1637            | 2234            | Inkai (Cameco 60 %)                                                                        |
| Tchou-Saryssou (nord) \| | Inkai-4              | 1701            | 2055            | Betpak Dala (Uranium One 70 %)                                                             |
| Tchou-Saryssou (nord) \| | Akdala               | 1027            | 1019            | Betpak Dala (Uranium One 70 %)                                                             |
| Tchou-Saryssou (nord) \| | Budenovskoye 1,3     | 740             | 1642            | Akbastau (Uranium One 50 %)                                                                |
| Tchou-Saryssou (nord) \| | Budenovskoye 2       | 1708            | 2061            | Karataou (Uranium One 50 %)                                                                |
| Syr-Daria (ouest)        | Karamurun nord & sud | 1017            | 948             | Kazatomprom                                                                                |
| Syr-Daria (ouest)        | Irkol                | 750             | 750             | Semizbai-U JV (CGN 49 %, China Nuclear Energy Industry Corporation)                        |
| Syr-Daria (ouest)        | Kharasan 1           | 260             | 1110            | Kyzylkum (Uranium One 30%, Japonais 40% : Marubeni, Tepco, Toshiba, Chubu, Tohoku, Kyushu) |
| Syr-Daria (ouest)        | Kharasan 2           | 262             | 1400            | Baiken-U JV (Japonais 95 % : Marubeni, Tepco, Toshiba, Chubu, Tohoku, Kyushu)              |
| Syr-Daria (sud)          | Zarechnoye           | 778             | 826             | Zarechnoye (Uranium One 49,67 %)                                                           |
| Aqmola (nord)            | Semizbay             | 224             | 453             | Semizbai-U (CGN 49 %)                                                                      |
| Aqmola (nord)            | RU-1                 | 352             | 0               | Vostok, Zvezdnoye                                                                          |
| TOTAL                    |                      | 17 803          | 23 800          |                                                                                            |

#### Conversion et fabrication
En octobre 2010 un accord a été signé pour créer la joint-venture (51 % Kazatomprom) qui devait construire l'usine de fabrication de combustible nucléaire de 400 tonnes/an sur la base d'un concept d'Areva à l'usine métallurgique d'Oulba à Öskemen, qui assure déjà la conversion de l'uranium et la fabrication des pastilles de combustible des réacteurs russes ; l'usine Areva devait utiliser ces pastilles pour fabriquer 1 200 tonnes/an d'assemblages combustibles, dont le tiers destinés aux réacteurs français. En décembre 2014 Kazatomprom a signé un accord avec China General Nuclear Power Corporation (CGN) pour créer une coentreprise de fabrication de 200 tonnes/an d'assemblages. En décembre 2016, la construction de l'usine a commencé, avec la technologie d'Areva.

## Consommation intérieure brute d'énergie primaire
La consommation d'énergie primaire par habitant a été en 2018 de 4,15 tep (tonne équivalent pétrole), soit 2,2 fois la moyenne mondiale (1,88 tep), mais 21 % au-dessous de la consommation moyenne russe (5,26 tep).
| Source                                                   | 1990  | %    | 2000  | %    | 2010  | %    | 2015  | 2018  | % 2018 | var. 2018/1990 |
| Charbon                                                  | 39,95 | 54,4 | 19,76 | 55,4 | 34,52 | 49,9 | 34,24 | 37,52 | 49,5 % | -6 %           |
| Pétrole                                                  | 20,58 | 28,0 | 8,36  | 23,4 | 11,46 | 16,6 | 15,51 | 18,88 | 24,9 % | -8 %           |
| Gaz naturel                                              | 10,68 | 14,5 | 6,57  | 18,4 | 22,31 | 32,3 | 27,46 | 18,62 | 24,6 % | +74 %          |
| Total fossiles                                           | 71,21 | 97,0 | 34,70 | 97,3 | 68,28 | 98,8 | 77,21 | 75,02 | 99,0 % | +5 %           |
| Hydraulique                                              | 0,63  | 0,9  | 0,65  | 1,8  | 0,69  | 1,0  | 0,80  | 0,89  | 1,2 %  | +41 %          |
| Biomasse-déchets                                         | 0,12  | 0,2  | 0,07  | 0,2  | 0,05  | 0,1  | 0,08  | 0,07  | 0,1 %  | -35 %          |
| Éolien, solaire                                          |       |      |       |      |       |      | 0,02  | 0,07  | 0,1 %  | ns             |
| Total EnR                                                | 0,75  | 1,0  | 0,72  | 2,0  | 0,74  | 1,1  | 0,89  | 1,04  | 1,4 %  | +39 %          |
| Solde imp.électricité                                    | 1,49  | 2,0  | 0,26  | 0,7  | 0,10  | 0,1  | 0     | -0,30 | -0,4 % | ns             |
| Total                                                    | 73,45 | 100  | 35,68 | 100  | 69,12 | 100  | 78,10 | 75,76 | 100 %  | +3 %           |
| Source des données : Agence internationale de l'énergie. |       |      |       |      |       |      |       |       |        |                |

## Consommation finale d'énergie
La consommation finale d'énergie au Kazakhstan (après raffinage, transformation en électricité ou en chaleur de réseau, transport, etc) a évolué comme suit :
| Source                                                   | 1990  | %    | 2000  | %    | 2010  | %    | 2015  | 2018  | % 2018 | var. 2018/1990 |
| Charbon                                                  | 15,78 | 26,5 | 3,85  | 17,8 | 14,98 | 38,6 | 10,58 | 10,13 | 24,2 % | -36 %          |
| Produits pétroliers                                      | 15,08 | 25,3 | 6,38  | 29,5 | 9,12  | 23,5 | 12,34 | 12,08 | 28,8 % | -20 %          |
| Gaz naturel                                              | 7,77  | 13,0 | 2,67  | 12,4 | 3,32  | 8,6  | 3,19  | 5,61  | 13,4 % | -28 %          |
| Total fossiles                                           | 38,63 | 64,8 | 12,90 | 59,7 | 27,41 | 70,7 | 26,11 | 27,83 | 66,4 % | -28 %          |
| Biomasse-déchets                                         | 0,12  | 0,2  | 0,07  | 0,3  | 0,05  | 0,1  | 0,07  | 0,05  | 0,1 %  | -57 %          |
| Électricité                                              | 8,30  | 13,9 | 3,03  | 14,0 | 4,94  | 12,7 | 5,86  | 6,91  | 16,5 % | -17 %          |
| Chaleur                                                  | 12,59 | 21,1 | 5,60  | 25,9 | 6,38  | 16,5 | 6,39  | 7,13  | 17,0 % | -43 %          |
| Total                                                    | 59,63 | 100  | 21,61 | 100  | 38,78 | 100  | 38,44 | 41,92 | 100 %  | -30 %          |
| Source des données : Agence internationale de l'énergie. |       |      |       |      |       |      |       |       |        |                |

La répartition par secteur de la consommation finale d'énergie a évolué comme suit :
| Filière                                                  | 1990  | %    | 2000  | %    | 2010  | %    | 2015  | 2018  | % 2018 | var. 2018/1990 |
| Industrie                                                | 26,88 | 45,1 | 9,45  | 43,7 | 20,91 | 53,9 | 19,14 | 15,50 | 37,0 % | -42 %          |
| Transport                                                | 5,45  | 9,1  | 3,32  | 15,4 | 4,75  | 12,3 | 5,37  | 6,28  | 15,0 % | +15 %          |
| Résidentiel                                              | nd    |      | 1,99  | 9,2  | 6,24  | 16,1 | 7,41  | 11,38 | 27,2 % | ns             |
| Tertiaire                                                | nd    |      | 0,14  | 0,6  | 3,40  | 8,8  | 4,31  | 5,28  | 12,6 % | ns             |
| Agriculture                                              | 2,23  | 3,7  | 0,86  | 4,0  | 0,88  | 2,3  | 0,73  | 1,65  | 3,9 %  | -26 %          |
| Non spécifié                                             | 23,29 | 39,0 | 4,90  | 22,7 | 2,13  | 5,5  | 0,95  | 1,50  | 3,6 %  | ns             |
| Usages non énergétiques (chimie)                         | 1,77  | 3,0  | 0,96  | 4,4  | 0,48  | 1,2  | 0,52  | 0,32  | 0,8 %  | -82 %          |
| Total                                                    | 59,63 | 100  | 21,61 | 100  | 38,78 | 100  | 38,44 | 41,91 | 100 %  | -30 %          |
| Source des données : Agence internationale de l'énergie. |       |      |       |      |       |      |       |       |        |                |

NB : en 1990, les statistiques kazakhes ne distinguaient pas encore le tertiaire du résidentiel ; en 2018, la distinction reste imparfaite, comme le montre le montant élevé de la rubrique "non spécifié".

## Secteur de l'électricité
L'entreprise publique Kazakhstan Electricity Grid Operating Company (KEGOC) a été créée en 1997.

### Production d'électricité
La puissance installée totale des centrales électriques du Kazakhstan atteignait environ 17,8 gigawatts (GW) fin 2012, dont 87 % de centrales à combustibles fossiles, 13 % de centrales hydroélectriques et moins de 1 % d'autres renouvelables. La production d'électricité est considérée comme un marché concurrentiel où la plupart des actifs appartiennent à des entreprises privées.
| Source                                                   | 1990  | %    | 2000  | %    | 2010  | %    | 2015   | 2020   | % 2020 | var. 2020/1990 |
| Charbon                                                  | 62,14 | 71,1 | 35,65 | 69,5 | 66,66 | 80,7 | 76,20  | 74,61  | 67,3 % | +20 %          |
| Pétrole                                                  | 8,73  | 10,0 | 2,67  | 5,2  | 0,62  | 0,8  | 1,24   | 0,06   | 0,1 %  | -99 %          |
| Gaz naturel                                              | 9,14  | 10,5 | 5,48  | 10,7 | 7,35  | 8,9  | 19,58  | 24,03  | 21,7 % | +163 %         |
| Total fossiles                                           | 80,01 | 91,6 | 43,79 | 85,3 | 74,62 | 90,3 | 97,02  | 98,70  | 89,0 % | +23 %          |
| Hydraulique                                              | 7,37  | 8,4  | 7,53  | 14,7 | 8,02  | 9,7  | 9,27   | 9,66   | 8,7 %  | +31 %          |
| Éolien                                                   | 0     |      | 0     |      | 0     |      | 0,13   | 1,03   | 0,9 %  | ns             |
| Solaire                                                  | 0     |      | 0     |      | 0     |      | 0,05   | 1,49   | 1,3 %  | ns             |
| Total EnR                                                | 7,37  | 8,4  | 7,53  | 14,7 | 8,02  | 9,7  | 9,41   | 12,19  | 11,0 % | +65 %          |
| Total                                                    | 87,38 | 100  | 51,32 | 100  | 82,65 | 100  | 106,47 | 110,89 | 100 %  | +27 %          |
| Source des données : Agence internationale de l'énergie. |       |      |       |      |       |      |        |        |        |                |

Le plan de développement du gouvernement prévoyait en 2012 une production de 150 TWh en 2030, dont 4,5 % de nucléaire et 10 % de renouvelables.

#### Centrales thermiques classiques

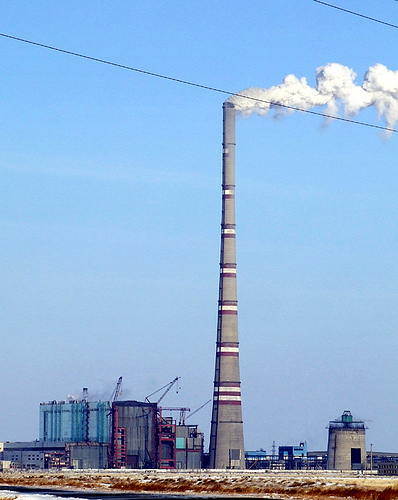
Cheminée de la centrale thermique d'Ekibastouz 2 (420 m, la plus haute du monde), 2009.

Les centrales thermiques classiques ont produit 89,0 % de l'électricité du pays en 2020 à partir de charbon (67,3 %), de gaz naturel (21,7 %) et de pétrole (0,1 %).
Parmi les principales centrales au charbon, on peut noter celles d'Ekibastouz 1 (4 000 MW, mise en service en 1980-83) et Ekibastouz 2 (1 000 MW, 1990-93), dans la province de Pavlodar au nord du pays ; elles sont alimentées par les mines de charbon à ciel ouvert d'Ekibastouz, les plus importantes au monde avec 13 milliards de tonnes de réserves.

#### Centrales nucléaires

##### Histoire

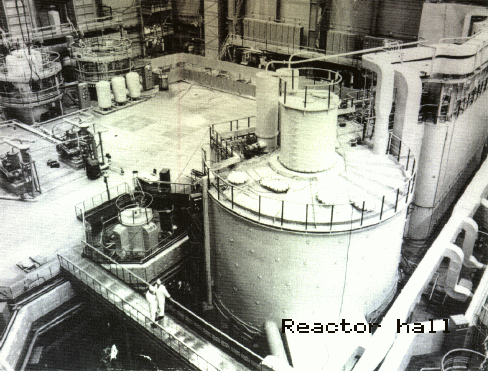
Bâtiment réacteur du BN-350.

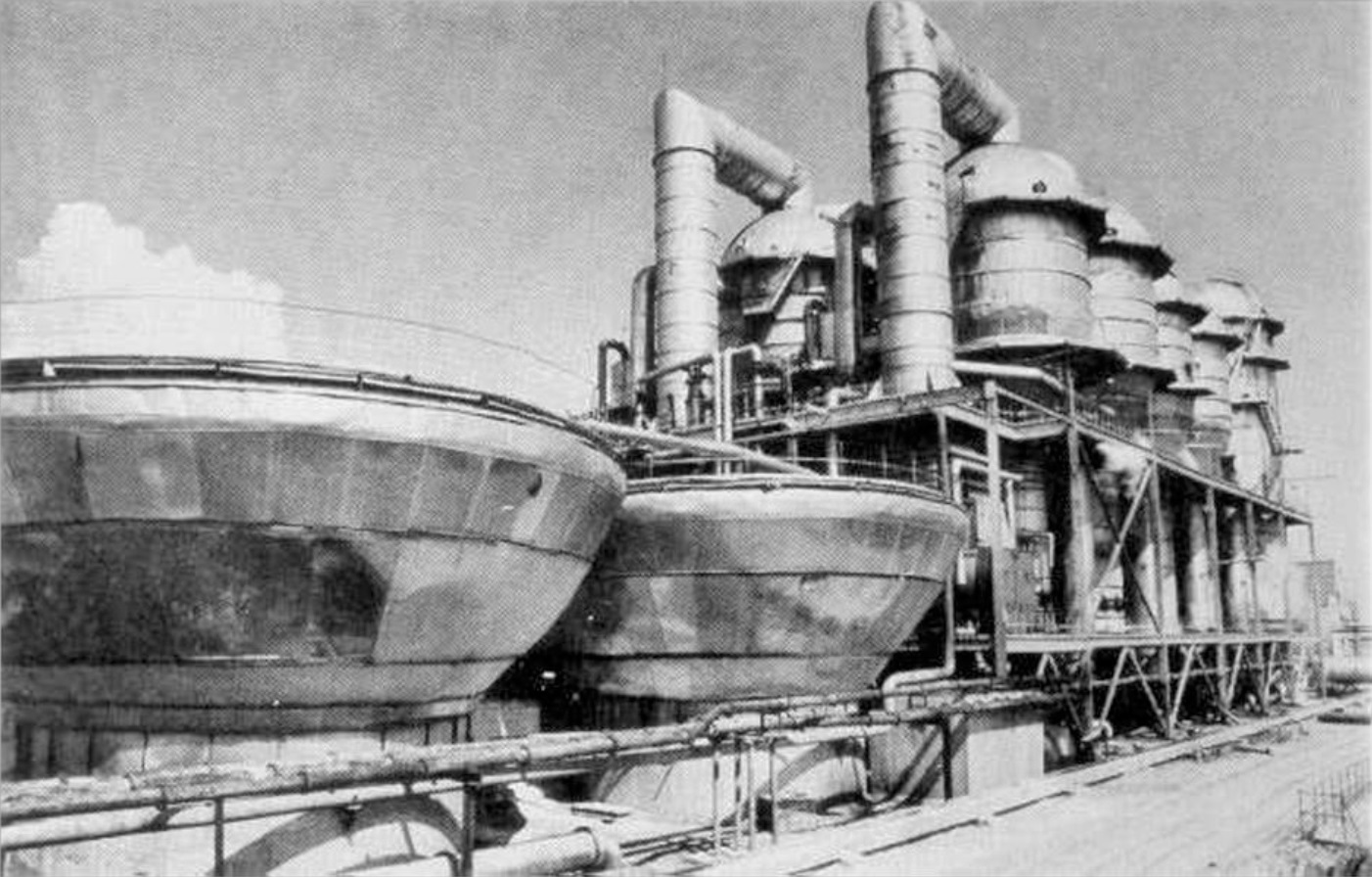
Unité de dessalement associée au réacteur BN-350.

Le réacteur BN-350, construit de 1964 à 1973 à Aktaou (autrefois Chevtchenko), dans l'Oblys de Manguistaou sur les rives de la mer Caspienne, sous la supervision de Minatom, était un réacteur à neutrons rapides et à caloporteur sodium, fonctionnant en surgénération, le premier de la série des réacteurs à neutrons rapides russes BN, servant de prototype pour le réacteur BN-600 de la centrale nucléaire de Beloïarsk en Russie. Conçu à l'origine pour développer une puissance thermique de 1 000 MWth, il n'a jamais dépassé en fonctionnement 750 MWth, produisant potentiellement une puissance électrique de 350 MWe, et après 1993 il fonctionna à environ 520 MWth, du moins lorsque des fonds étaient disponibles pour acquérir du combustible. La centrale a réussi à produire jusqu'à 135 MWe d'électricité et 80 000 m3 par jour d'eau potable par dessalement d'eau de mer, pendant près de 27 ans, jusqu'à sa fermeture en 1999. Environ 60 % de sa puissance était utilisée pour produire de la chaleur et pour le dessalement, et il permit d'établir la faisabilité et la fiabilité de telles centrales de cogénération. Cependant, des chaudières à gaz et pétrole étaient utilisées conjointement, afin de porter la capacité de dessalement à 120 000 m3 par jour. Selon la National Nuclear Security Administration américaine, le réacteur BN-350 était utilisé par l'Union soviétique pour produire du plutonium à destination militaire.
Le Kazakhstan possédait en 2007 trois réacteurs de recherche utilisant comme combustible de l'uranium fortement enrichi, dont le réacteur de recherche d'Alataou, à 28 km au nord-est d'Almaty. Le complexe industriel de l'énergie atomique d'Aktaou, site du surgénérateur rapide BN-350 qui produisait du plutonium avant sa fermeture en 1999, a produit 2,9 tonnes de combustible à l'uranium fortement enrichi du BN-350 qui ont été conduits à l'installation de traitement de Oust-Kamenogorsk pour y être convertis en uranium faiblement enrichi ; il restait en 2007 dans l'installation du combustible irradié et notamment trois tonnes de plutonium d'une qualité supérieure à celui de qualité militaire. Le Kazakhstan avait pour priorité, au début des années 1990, d'éliminer les armes nucléaires situées sur son territoire ; cet objectif fut atteint en avril 1995. Le Kazakhstan décida, en outre, de signer (en 1996) et ratifier (en 2001) le traité d'interdiction complète des essais nucléaires, mettant ainsi un terme à la longue histoire des essais nucléaires sur son territoire. Le pays veut aujourd'hui garantir la sécurité des matières nucléaires qu'il lui reste, assurer la protection physique des installations de recherche nucléaire et biologique, récupérer et surveiller les sources radioactives orphelines et empêcher la propagation naturelle de maladies extrêmement dangereuses. Le Kazakhstan est le pays d'Asie centrale ayant le système le plus avancé pour le contrôle des exportations et le seul à faire partie d'un régime international de contrôle des exportations, le Groupe des fournisseurs nucléaires.

##### Projets nucléaires
Le Kazakhstan projette de construire des réacteurs d'une taille d'environ 300 MWe ainsi que des réacteurs plus petits pour la cogénération dans les centres urbains régionaux. En 2012 le gouvernement a publié un projet de plan directeur pour le développement de la production d'électricité jusqu'à 2030. Selon ce plan, la part du nucléaire dans la production d'électricité devrait alors atteindre 4,5 %, correspondant à environ 900 MWe de puissance. La puissance totale est actuellement de 20 GWe et la demande en 2030 est prévue à 150 TWh.
Des études de faisabilité étaient en cours en 2013 sur la base du modèle VBER-300. Les sites possibles comprennent Aktaou et Balkhash ainsi que Kourtchatov dans le Kazakhstan-Oriental. Le site pressenti pour la première centrale devait être présenté au gouvernement à la mi-2014. En janvier 2014 le Président annonçait que le gouvernement allait régler fin mars les questions relatives au site, aux sources d'investissement et au calendrier de construction de la centrale nucléaire, et éventuellement de plusieurs. En avril 2014, Ülken sur la rive occidentale du Lac Balkhach a été mentionné par le ministère de l'Industrie et des Nouvelles technologies comme le choix préférentiel, car doté à la fois de demande d'électricité et d'un réseau existant. Kourtchatov était la seconde possibilité, et Aktaou était écartée. La centrale comprendrait un ou deux réacteurs à eau légère à mettre en service en 2025. Une compagnie de gestion du projet devait être créée pour finaliser la sélection du site et entreprendre une étude détaillée de faisabilité. En mai 2014 le nucléaire était inclus dans le Plan de développement du système énergétique 2030, produit par le ministère de l'Industrie et des Nouvelles technologies. Fin mai 2014, NAC Kazatomprom a signé un accord avec Rosatom pour construire une centrale nucléaire VVER, d'une puissance de 300 à 1 200 MWe, près de Kourtchatov. Elle serait vendue au prix intérieur russe et non au prix mondial, le Kazakhstan faisant partie de l'« espace économique commun ». Rosatom précise que le coût et la configuration de la centrale dépendront de l'étude de faisabilité. Fin 2014, un accord intergouvernemental a été conclu sur les arrangements financiers incluant un prêt russe. Rosatom annonçait qu'un projet d'accord intergouvernemental pour la construction de la centrale de Kourtchatov avait été signé fin septembre 2014. Lors des négociations d'une nouvelle législation sur l'énergie atomique en janvier 2015, le ministre de l'Énergie a annoncé qu'un réacteur, probablement russe, serait construit à Kourtchatov, et un second à Balkhash si la demande d'énergie le justifiait. Un réacteur Westinghouse AP1000 est envisagé pour Balkhash, sous réserve des conditions financières et des arrangements pour la construction, l'exploitation et l'entretien de la centrale. Des négociations avec Toshiba pour la fourniture d'un réacteur Westinghouse AP1000 avaient été précédemment évoquées (Kazatomprom est actionnaire à 10% dans Westinghouse). En avril 2015 le ministre de l'Énergie déclarait que le site pour un réacteur russe pourrait être Kourtchatov ou Ulken. Un accord de construction était attendu mi-2015, mais en octobre le gouvernement a déclaré que le partenaire stratégique pour la construction de la première centrale ne serait pas choisi avant 2017-18 car sa production n'était pas nécessaire avant 2025. Fin 2016, l'AIEA a effectué une mission de révision de l'infrastructure nucléaire (INIR) à la demande du gouvernement afin de préciser l'ensemble des prérequis d'un programme nucléaire.
D’ici 2030, le Kazakhstan ambitionne de produire 4,5 % de son électricité à partir de l’énergie nucléaire. Le pays étudie pour cela la possibilité de construire deux réacteurs russes VBER-300 ou un VVER-1200 à Kourtchatov, au Nord-Est du pays. En septembre 2017, le ministère de l’Énergie kazakhstanais a annoncé la réalisation d’une étude de faisabilité pour confirmer ce projet. Par ailleurs, un accord a été signé en 2014 avec le chinois CGN pour construire une usine de fabrication d’assemblages de combustible nucléaire de 200 t/an. Financée à 49 % par l’entreprise chinoise, elle permettrait au Kazakhstan de valoriser directement son uranium et d’approvisionner les centrales chinoises. La France est partenaire du projet, au travers de Framatome.

##### Gestion des déchets
Le Kazakhstan dispose d'une réglementation complète sur les déchets radioactifs issus des mines d'uranium, des réacteurs nucléaires, des essais d'armes nucléaires, des activités industrielles, des mines de charbon et des champs pétroliers. Une loi spécifique traite de la gestion des déchets radioactifs, et un nouveau système de stockage et d'élimination des déchets radioactifs est envisagé. La déconstruction du réacteur rapide BN-350 à Aktaou est en cours, avec un soutien international étendu. Le combustible usé a été stocké sur le site, ainsi que 1 000 tonnes de sodium radioactif.
En 1997, les gouvernements des États-Unis et du Kazakhstan sont convenus d'entreprendre un programme conjoint pour accroître la sûreté et la sécurité pour le combustible usé contenant du plutonium issu du réacteur BN-350. Fin 2001, tout ce matériau avait été inventorié, placé sous garanties de l'Agence internationale de l'énergie atomique (AIEA), et enfermé dans 2 800 bidons de stockage, qui furent transférés vers l'ancien site d'essais nucléaires du polygone nucléaire de Semipalatinsk au nord-est du Kazakhstan, à l'ouest et au sud de la ville de Kourtchatov pour stockage. Sur ce site, l'Union soviétique a réalisé 467 essais nucléaires de 1947 à 1990, dont des explosions en surface et dans l'atmosphère, puis sous terre, causant la dispersion de plutonium dans l'environnement. Le site a été fermé en 1991. Les États-Unis et la Russie ont œuvré de concert de 1996 à 2012 avec le Kazakhstan pour sécuriser le site, en particulier les restes de plutonium. Une dizaine de tonnes d'uranium hautement enrichi a été envoyé à l'usine métallurgique d'Oulba à Öskemen (autrefois Oust-Kamenogorsk) pour dilution en uranium faiblement enrichi.

#### Énergies renouvelables
Le gouvernement kazakh a défini en 2013 un concept de « transition vers une économie verte » qui met surtout l'accent sur l'amélioration de l'efficacité dans l'utilisation des ressources et en particulier de l'eau. Le décret présidentiel du 30 mai 2013 qui approuve ce concept fixe l'objectif d'atteindre en 2020 une part de 3 % de la production d'électricité à partir d'énergies renouvelables, contre moins de 1 % en 2013.
En 2023, l'objectif du gouvernement kazakh est de produire 15 % de son électricité à partir de sources renouvelables d'ici à 2030.

##### Hydroélectricité

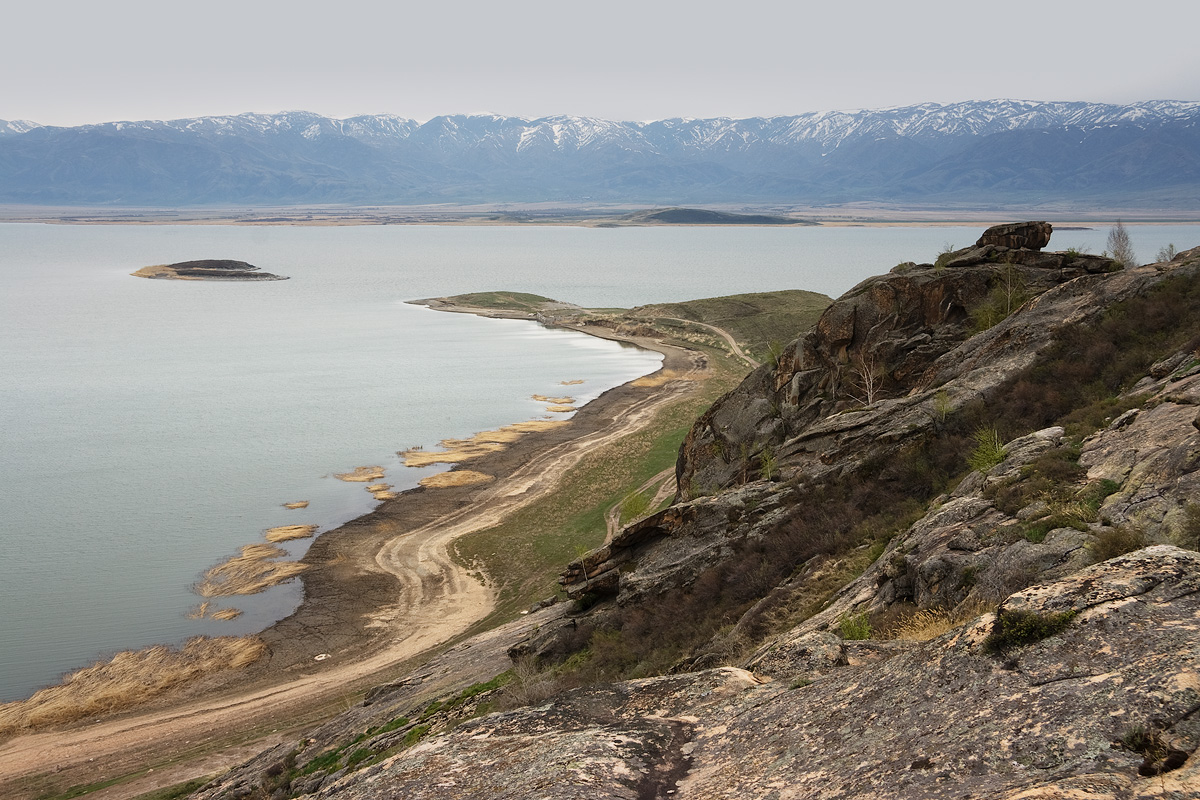
Réservoir du barrage de Boukhtarma.

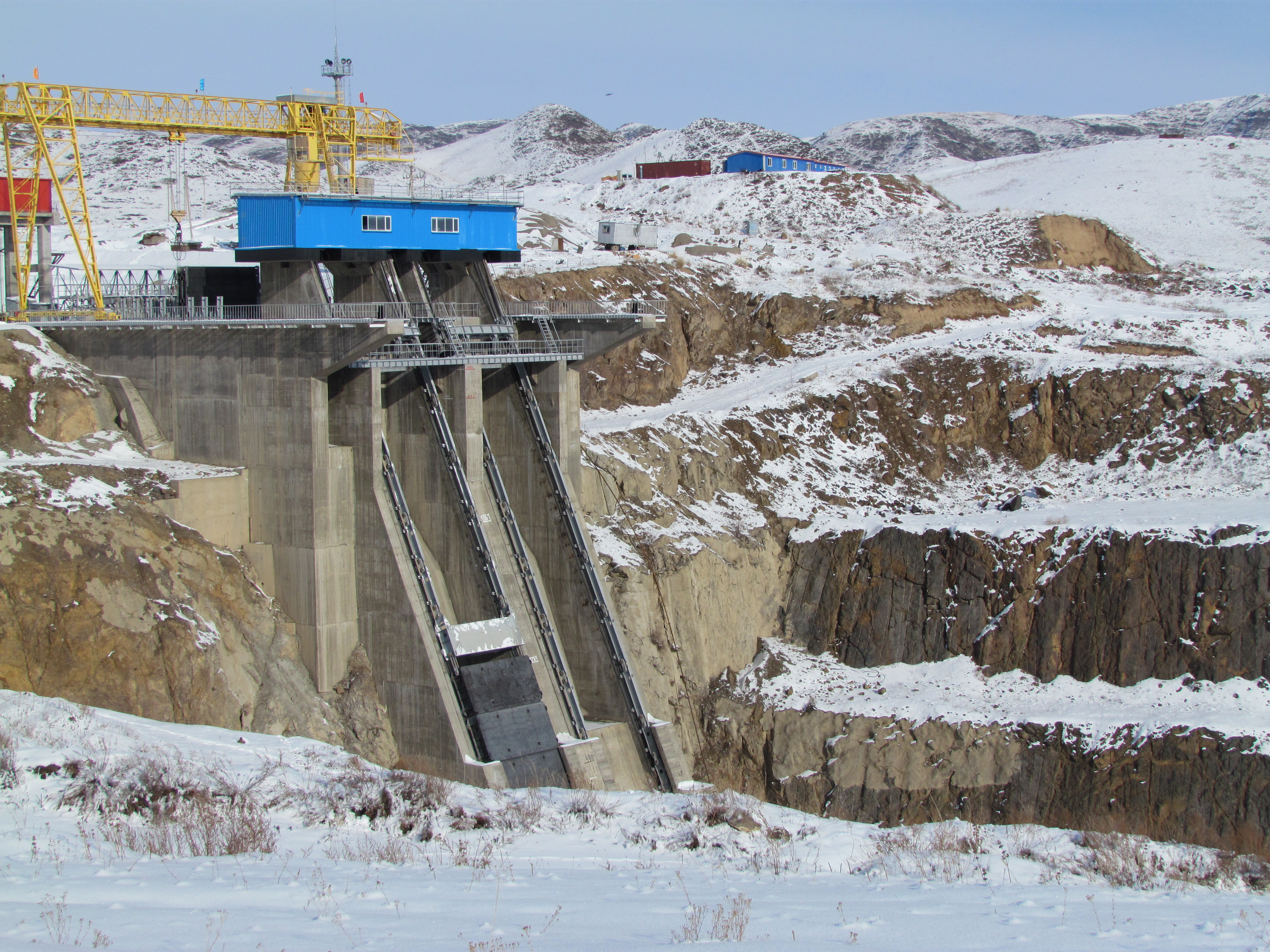
Barrage de Moinak.

Les centrales hydroélectriques ont produit 8,7 % de l'électricité du pays en 2020.
La plupart de ces centrales utilisent les eaux du fleuve Irtych, en particulier le barrage de Boukhtarma (738 MW), construit dans les années 1960 et géré par la compagnie minière Kazzinc, celui d'Öskemen (Oust-Kamenogorsk en russe : 339 MW, 1952) et le barrage de Choulbinsk (702 MW, 1987), à 70 km en amont de Semeï (ex-Semipalatinsk).
On peut citer aussi le barrage de Kapshagay sur la rivière Ili dans la province d'Almaty (364 MW, 1965-70) et celui de Moinak sur la rivière Sharyn, affluent de l'Ili (300 MW, 2011).

##### Biomasse
Le Kazakhstan s'est fixé l'objectif d'utiliser 5 % de ses déchets en 2020 pour produire de l'électricité et de la chaleur, puis 30 % en 2050.

##### Éolien
La puissance installée éolienne du Kazakhstan s'élève à 916 MW à la fin de 2023, en progression de 21,3 % grâce à la mise en service de 161 MW en 2023.
Le Kazakhstan a installé 88 MW d'éolien en 2021 et 418 MW en 2022, portant sa puissance installée éolienne à 755 MW.
Deux éoliennes de 54 mètres de haut ont été livrées en 2012 depuis l'Allemagne au village de Novonikolskoe, dans la région du Nord Kazakhstan.
En 2013, le premier parc éolien industriel du Kazakhstan a été construit à Kordaï, dans la région de Zhambyl, à la frontière du Kirghizistan. La construction du second parc éolien d'une capacité de 21 MW était proche de son achèvement, et celle du parc de Zhanatass, de 400 MW, est prévue ultérieurement.
TotalEnergies signe en juin 2023 un contrat de 25 ans pour la vente de l'électricité que produira son projet éolien « Mirny », dans la région de Zhambyl (au sud du Kazakhstan). Ce projet prévoit la construction d'un parc éolien terrestre de 1 GW (200 éoliennes) associé à un stockage d'énergie par batterie de 600 MWh, pour un investissement de 1,4 milliard de dollars.

##### Solaire
En 2013, la première centrale solaire "Otar", d'une puissance de 504 kWc, a été mise en service dans la région de Zhambyl, à la frontière du Kirghizistan.
En 2014, une centrale solaire au sol de 2 MWc a été mise en service dans la ville de Kapchagaï, province d'Almaty.
TotalEnergies possède deux centrales solaires opérationnelles au Kazakhstan, totalisant une puissance de 128 MWc.

### Réseaux

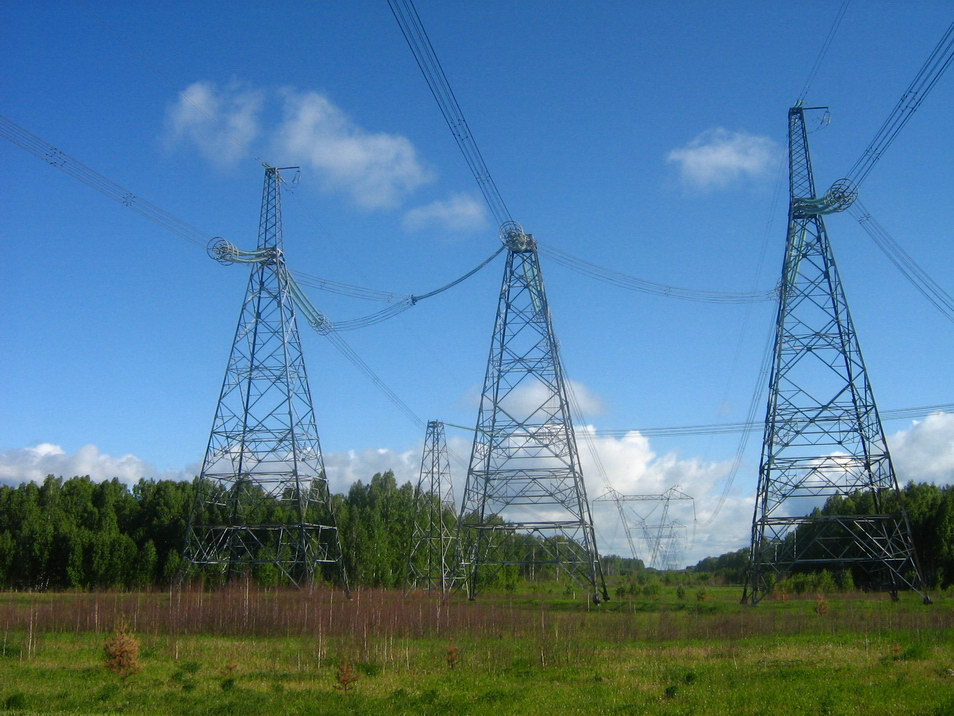
Ligne 1150 kV Ekibastouz–Kokchetaou (432 km).

Le réseau électrique national du Kazakhstan est géré par la Kazakhstan's Electricity Grid Operating Company, qui appartient à l'État et est responsable du réseau de transport. On compte 15 compagnies régionales de distribution, dont plusieurs sont privées. Ces réseaux sont considérés comme des monopoles naturels et sont réglementés par le gouvernement, alors que la production d'électricité est considérée comme un marché concurrentiel où la plupart des actifs appartiennent à des entreprises privées.
Le Kazakhstan a un réseau nord relié à la Russie et un réseau sud relié au Kirghizistan et à l'Ouzbékistan, avec quelques connexions entre ces deux réseaux. En 2015, les importations nettes en provenance de Russie ont atteint 471 GWh et les exportations nettes vers le Kirghizistan 421 GWh ; une interconnexion est prévue avec le réseau chinois.
La ligne à courant continu haute tension Ekibastouz–Kokchetaou (432 km), construite à l'époque soviétique en 1985, fonctionne à 1 150 kV, le niveau de tension le plus élevé au monde ; elle fait partie de la ligne Barnaoul-Tchéliabinsk, dont les deux extrémités sont en territoire russe, mais la majeure partie du parcours est en territoire kazakh.

### Consommation finale d'électricité
La consommation d'électricité par habitant a été en 2018 de 5 338 kWh, soit 1,64 fois la moyenne mondiale (3 260 kWh), mais 23 % au-dessous de la consommation moyenne russe (6 917 kWh).
La répartition par secteur de la consommation finale d'électricité a évolué comme suit :
| Secteur                                                  | 1990  | %    | 2000  | %    | 2010  | %    | 2015  | 2020  | % 2020 | var. 2020/1990 |
| Industrie                                                | 63,94 | 66,2 | 21,17 | 60,2 | 40,12 | 69,9 | 45,11 | 43,98 | 62,7 % | -31 %          |
| Transport                                                | 6,47  | 6,7  | 1,51  | 4,3  | 3,12  | 5,4  | 3,57  | 2,94  | 4,2 %  | -55 %          |
| Résidentiel                                              | nd    |      | 4,77  | 13,5 | 8,88  | 15,5 | 12,07 | 14,26 | 20,3 % | ns             |
| Tertiaire                                                | nd    |      | nd    |      | 4,65  | 8,1  | 6,65  | 7,66  | 10,9 % | ns             |
| Agriculture                                              | 13,71 | 14,2 | 3,40  | 9,7  | 0,62  | 1,1  | 0,80  | 1,28  | 1,8 %  | -94 %          |
| Non spécifié                                             | 12,42 | 12,9 | 4,33  | 12,3 | 0     |      |       |       |        | ns             |
| Total                                                    | 96,54 | 100  | 35,19 | 100  | 57,39 | 100  | 68,20 | 70,12 | 100 %  | -27 %          |
| Source des données : Agence internationale de l'énergie. |       |      |       |      |       |      |       |       |        |                |

En 1990, les statistiques ne distinguaient pas le tertiaire du secteur résidentiel, et le montant attribué à l'agriculture est probablement entaché d'erreurs d'attribution.

## Réseaux de chaleur
Les réseaux de chaleur jouent un rôle très important au Kazakhstan : ils ont alimenté 17 % de la consommation finale d'énergie du pays en 2018, soit un peu plus que l'électricité ; mais cette part baisse : elle atteignait 21,1 % en 1990 ; la chaleur injectée dans ces réseaux est produite par des centrales de cogénération dont les combustibles sont le charbon pour 98,3 % et le pétrole pour 1,7 %. Le Kazakhstan est en 2020 le 6e producteur mondial de chaleur de réseau avec 2,4 % du total mondial, loin derrière la Chine (38 %) et la Russie (32,7 %) et comparable aux États-Unis (2,9 %), à l'Allemagne (2,7 %) et à l'Ukraine (2,5 %). La chaleur est produite à partir de charbon (98,4 %) et de pétrole (1,6 %).
La consommation finale de chaleur au Kazakhstan via les réseaux de chaleur, hérités de l'époque soviétique, a évolué comme suit :
| Secteur                                                  | 2000   | %    | 2010   | %    | 2015   | 2020   | % 2020 | var. 2020/2000 |
| Industrie                                                | 114,74 | 48,9 | 123,73 | 46,3 | 79,23  | 46,09  | 16,7 % | -60 %          |
| Résidentiel                                              | 57,02  | 24,3 | 97,77  | 36,6 | 86,23  | 116,96 | 42,4 % | +105 %         |
| Tertiaire                                                | nd     |      | 36,82  | 13,8 | 58,83  | 39,60  | 14,3 % | nd             |
| Agriculture                                              | nd     |      | 8,94   | 3,3  | 3,44   | 3,30   | 1,2 %  | nd             |
| Non spécifié                                             | 62,89  | 26,8 | 0      |      | 39,99  | 70,00  | 25,4 % | ns             |
| Total                                                    | 234,65 | 100  | 267,26 | 100  | 267,73 | 275,95 | 100 %  | +18 %          |
| Source des données : Agence internationale de l'énergie. |        |      |        |      |        |        |        |                |

NB : en 1990, seul le total était disponible : 527 PJ, produit à partir de charbon et destiné uniquement à l'industrie ; à partir de 2000 apparait la répartition entre industrie et résidentiel, mais les autres secteurs restent confondus dans la rubrique "non spécifié", qui disparait en 2010 pour réapparaitre en 2011, signe d'une qualité statistique médiocre.

## Impact environnemental
Les émissions de CO2 par habitant ont été en 2018 de 11,71 tonnes, soit 2,65 fois la moyenne mondiale (4,42 tonnes) et 6,6 % au-dessus des émissions de la Russie (10,98 tonnes).
|                                             | 1990  | 2018  | var. 2018/1990 | var.UE28 2018/1990 |
| Émissions (Mt CO2)                          | 237,3 | 214,0 | -9,8 %         | -21,7 %            |
| Émissions/habitant (t CO2)                  | 14,51 | 11,71 | -19,3 %        | -27,1 %            |
| Source : Agence internationale de l'énergie |       |       |                |                    |

| Combustible                                 | 1990 Mt CO2 | 2018 Mt CO2 | %    | var. 2018/1990 | var.UE28 2018/1990 |
| Charbon                                     | 158,7       | 138,4       | 65 % | -12,8 %        | -50,3 %            |
| Pétrole                                     | 53,6        | 43,6        | 20 % | -18,7 %        | -17,0 %            |
| Gaz naturel                                 | 24,9        | 32,0        | 15 % | +28,5 %        | +37,0 %            |
| Source : Agence internationale de l'énergie |             |             |      |                |                    |

| | Émissions 2018      | part du secteur | Émissions/habitant | Émiss./hab. UE-28 |
| Secteur | Millions tonnes CO2 | %               | tonnes CO2/hab.    | tonnes CO2/hab.   |
| Secteur énergie hors élec. | 24,1                | 11 %            | 1,32               | 0,41              |
| Industrie et construction | 84,6                | 40 %            | 4,63               | 1,55              |
| Transport | 19,9                | 9 %             | 1,09               | 1,85              |
| dont transport routier | 16,9                | 8 %             | 0,92               | 1,71              |
| Résidentiel | 46,3                | 22 %            | 2,53               | 1,30              |
| Tertiaire | 24,5                | 11 %            | 1,34               | 0,86              |
| Total | 214,0               | 100 %           | 11,71              | 6,14              |
| Source : Agence internationale de l'énergie * après ré-allocation des émissions de la production d'électricité et de chaleur aux secteurs de consommation. |                     |                 |                    |                   |

Les émissions très élevées du Kazakhstan proviennent pour l'essentiel de son industrie, mais celles du secteur résidentiel sont presque le double du niveau européen alors que celles des transports sont largement au-dessous.